# Jerónimo Zurita
Jerónimo (nebo Gerónimo) de Zurita y Castro (1512 Zaragoza – 3. listopadu 1580 tamtéž) byl španělský historik.
Studoval v Alcalá de Henares u Hernana Nufieze. Na přímluvu svého otce, Miguela de Zurita, lékaře císaře Karla V., vstoupil do státní služby jako soudce v Barbastru, a roku 1537 byl jmenován tajemníkem inkvizice. Roku 1548 se Zurita stal oficiálním kronikářem Aragonského království, a roku 1566 jej Filip II. Španělský jmenoval tajemníkem inkviziční rady. Zurita rezignoval na tento post 21. ledna 1571, získal sinekuru v Saragosse, a zcela se věnoval Anales de la Corona de Aragón, jejichž první část byla vytištěna roku 1562 a poslední 22. dubna 1580. Zuritův styl je kostrbatý a suchý, ale je zjevná nová vědecká koncepce a studium materiálů nejen v Aragonu, ale také v knihovnách Říma, Neapole a Sicílie.